# 新田谷修司
新田谷 修司（にったや しゅうじ、1950年〈昭和25年〉12月5日 - ）は、日本の政治家。大阪維新の会所属の元大阪府議会議員、元泉佐野市長 (3期)、元泉佐野市議会議員 (3期)。旭日小綬章受章者。

## 来歴
1950年 大阪府泉佐野市生まれ。1969年 大阪府立岸和田高等学校卒業。1974年 関西学院大学商学部卒業。1988年 泉佐野青年会議所理事長。1990年 (平成2年) 泉佐野市議会議員に初当選。3期目途中で2000年の泉佐野市長選挙に出馬し当選。３期目途中の2011年4月 大阪府議会議員選挙に出馬し当選。1期務めた2015年に政治家引退。その後、一般財団法人泉佐野電力理事長。

## 選挙歴
- 2008年1月 泉佐野市長選挙で無投票当選 (3選) [4]
- 2011年4月 大阪府議会議員選挙 泉佐野市選挙区 (定数1) で当選[5]

## 栄典
- 2021年4月 令和3年春の叙勲で旭日小綬章を受章[6]

## 書籍
- 『大阪から日本を洗濯する 25年の政治家人生』[1]